# كلوديا باسترناك
كلوديا باسترناك (بالبولندية: Klaudia Pasternak)‏ هي موزعة وملحنة بولندية، ولدت في 11 يناير 1980 في وارسو في بولندا.

## وصلات خارجية
- الموقع الرسمي